# Willie Naulls
William Dean Naulls, dit Willie Naulls (né le 7 octobre 1934 à Dallas (Texas) et mort le 22 novembre 2018 à Laguna Niguel (Californie),) est un joueur américain de basket-ball.
Intérieur de 2,05 m, il joue en National Basketball Association de 1956 à 1966. Joueur emblématique des Knicks de New York, Naulls remporte trois titres de champion NBA avec les Celtics de Boston en fin de carrière.

## Biographie

### Carrière universitaire
Willie Naulls évolue trois saisons avec les Bruins d'UCLA de l'université de Californie à Los Angeles (UCLA) de 1954 à 1956. Durant cette période, il est désigné All American en 1956, dans le deuxième cinq Consensus All-America Teams en 1956 et dans le troisième cinq All American désigné par l'Associated Press. Lorsqu'il termine sa carrière universitaire, il est alors le meilleur marqueur de l'université avec 1 225 points et meilleur rebondeur avec 900 rebonds. Il est également le meilleur rebondeur de l'école sur un match avec 28 rebonds.

### Arrivée à Saint-Louis et installation à New York
À sa sortie de UCLA, Willie Naulls est sélectionné par les Hawks de Saint-Louis lors de la draft 1956. Il joue seulement 19 matchs avec les Hawks, cependant, avant d'être transféré aux Knicks de New York, avec qui il passe la majorité de sa carrière. Il réalise un double-double (19,3 points, 10,7 rebonds par match) de moyenne lors de ses sept années passées avec l'équipe et est sélectionné pour le NBA All-Star Game à quatre reprises. Lors de trois saisons, en 1957-1958, 1959-1960 et 1960-1961, il termine dans les dix premiers des deux statistiques des moyenne de points et de rebonds, par rencontre : ses statistiques lors de ses trois saisons sont respectivement de 18,1, dixième place, 23,4 huitième et 25,0 pour les points et 11,8, neuvième, 14,2, cinquième et 13,4 septième pour les rebonds. Il est également dans les dix premiers rebondeurs de la ligue en 1958-1959, dixième avec 10,6, et de nouveau dixième en 1961-1962 avec 11,6.
En 1962, Willie Naulls inscrit plus de 30 points durant sept rencontres consécutivement, la dernière lors du match contre Philadelphie lors duquel Wilt Chamberlain inscrit 100 points. Cette performance est le record de la franchise de New York jusqu'en décembre 2010 lorsqu'Amar'e Stoudemire marque 30 points et plus lors de huit matchs consécutifs. Naulls est aussi le premier joueur afro-américain à être nommé capitaine d'une équipe de sports majeurs professionnelle,.

### Transferts et fin de carrière dorée avec les Celtics de Boston
Lors de la saison 1962-1963, les Knicks transférèrent Willie Naulls aux Warriors de San Francisco, qui le transfèrent ensuite aux Celtics de Boston. Willie Naulls arrive à Boston avec Clyde Lovellette et Larry Siegfried pour renforcer le banc de l'équipe. Il est dans la première équipe de départ entièrement composée de joueurs noirs : Bill Russell, Sam Jones, K.C. Jones, Tom Sanders et Willie Naulls.
Willie Naulls passe les trois dernières saisons de sa carrière avec les Celtics, remportant trois titres de champions NBA. Au moment de sa retraite en 1966, il totalise 11 305 points et 6 508 rebonds.

## Palmarès
Willie Naulls remporte trois titres de champion NBA en 1964, 1965, 1966.
Il participe à quatre NBA All-Star Game, en 1958, 1960, 1961, 1962.
Sur le plan des statistiques, il termine deux fois septième meilleur marqueur au total de points en 1961 avec 1 846 et 1962 et 1 877. Pour ce qui concerne la moyenne, il termine dans le Top 10 en 1958, 1960 et 1961. Il termine sixième meilleur rebondeur en 1960 avec 921 et 1961, 1 055. Il est également dans le Top 10 en 1958 et 1959. Pour la moyenne de rebonds par match, il termine cinq fois dans les dix premiers, de 1958 à 1962, son meilleur classement étant une cinquième place en 1960. il obtient le deuxième meilleur pourcentage aux lancers francs en 1962 avec 84,2 %, terminant dans les dix premiers en 1958, 1959 et 1962.
Le 24 février 2005, Naulls, Campy Russell et Kenny Walker sont honorés par les Knicks durant le Hardwood Classics Night.